# Угода мерів
Угода мерів – загальна ініціатива Європейського Союзу за участю місцевих і регіональних органів влади, які беруть на себе добровільні зобов’язання підвищити енергоефективність та використання відновлювальних джерел енергії на своїх територіях. Підписанти Угоди беруть на себе зобов’язання зменшити власні викиди СО2 щонайменше на 20% до 2020 року, сприяючи таким чином «зеленому» економічному зростанню та підвищенню якості життя.
Угода мерів спершу була започаткована Європейською комісією у 2008 році з метою підтримки зусиль місцевих органів влади, направлених на розробку і реалізацію цілей ЄС, пов’язаних зі зміною клімату та споживанням енергії. З часом її підхід та метод почали виходити за межі ЄС: новими підписантами стали такі далекі держави, як Аргентина або Нова Зеландія.
Завдяки своїм унікальним характеристикам, Угода мерів позиціонується інститутами ЄС як виняткова модель широкого руху та багаторівневого управління, яка об’єднує місцеві, регіональні і національні сили задля досягнення цілей, пов’язаних зі зміною клімату і споживанням електроенергії.

## Підписанти Угоди мерів
Місцеві органи влади всіх рівнів – від малих сіл до столиць і великих міст, таких як Київ, Лондон, Париж і Тбілісі – мають право стати Підписантами Угоди мерів.
Місцеві органи влади відіграють надзвичайно важливу роль у пом’якшенні наслідків змін клімату, тим паче враховуючи той факт, що 80% енергії споживається містами. При підтримці національного уряду місцеві органи влади мають прекрасні можливості суттєво змінити поведінку громадян і ефективно вирішити проблеми, пов’язані зі зміною клімату і споживанням енергії, зокрема шляхом узгодження державних і приватних інтересів і встановлення взаємозв’язку між проблемами сталого енергетичного розвитку і загальними місцевими цілями з розвитку.
Приєднання до Угоди мерів надає можливість місцевим органам влади забезпечити своїх громадян екологічно, соціально і економічно стабільним середовищем, збільшити зусилля, направлені на зменшення викидів СО2 на своїх територіях, а також отримати підтримку, визнання і передовий досвід від європейських країн і міжнародної спільноти.

## Офіційні заходи
Діяльність Угоди мерів виходить далеко за рамки лише заяви про наміри. Для виконання поставлених масштабних завдань, пов’язаних зі споживанням енергії і зменшенням СО2, підписанти зобов’язуються вживати певних заходів, подавати звітність, а також погоджуються з тією умовою, що за їх діяльністю буде здійснюватися контроль. Протягом визначеного періоду часу вони беруть на себе офіційне зобов’язання виконати наступне:
- Підготувати Базовий кадастр викидів, розробити і прийняти місцеву політику сталого енергетичного розвитку;
- Створити належні адміністративні структури, включаючи виділення достатньої кількості людей, для реалізації політики шляхом здійснення необхідних дій;
- Подати План дій зі сталого енергетичного розвитку протягом року з моменту офіційного приєднання до ініціативи Угоди мерів, включаючи і конкретні заходи, результатом яких стане зменшення викидів СО2 до 2020 року щонайменше на 20% у порівнянні із рівнями викидів обраного базового року;
- Принаймні кожні два роки після подання Плану дій зі сталого енергетичного розвитку подавати звіт про реалізацію для його оцінки, контролю і перевірки.

Для виконання надзвичайно важливої умови зі створення своїх власних потужностей для управління споживанням енергії і мобілізації кола зацікавлених осіб на місцевому рівні з метою розробки Плану дій зі сталого енергетичного розвитку, підписанти також зобов’язуються:
- Ділитися досвідом і ноу-хау з іншими місцевими органами влади;
- Організовувати Місцеві Дні енергії з метою підвищення обізнаності громадськості про питання сталого розвитку і раціонального використання енергії;
- Відвідувати річну церемонію, тематичні семінари і зустрічі дискусійних груп Угоди мерів, або сприяти їх проведенню;
- Поширювати мету Угоди на відповідних заходах, зокрема заохочувати інших мерів приєднатися до Угоди.

## Плани дій зі сталого енергетичного розвитку
Для досягнення масштабних цілей і перевищення очікувань, пов’язаних зі споживанням енергії та зміною клімату, підписанти Угоди мерів зобов’язуються розробити План дій зі сталого енергетичного розвитку (“ПДСЕР”) протягом року після приєднання до ініціативи. Цей план, затверджений місцевою радою, містить дії, які підписанти мають намір вжити, заходи, які вони планують провести, для виконання взятих на себе зобов’язань, а також часові рамки і коло обов’язків.
Різний технічний та методологічний допоміжний матеріал (включаючи “Посібник з розробки ПДСЕР” і шаблон Плану, звіти про існуючі методи і інструменти і т.д.) містить практичні вказівки і чіткі рекомендації щодо всього процесу розробки ПДСЕР. Створений на основі практичного досвіду місцевих органів влади і у тісній співпраці зі Спільним дослідницьким центром Європейської комісії, цей матеріал знайомить підписантів з базовими принципами і чітко прописаним покроковим підходом. Всі документи можна завантажити з бібліотеки сайту www.eumayors.eu

## Координація і підтримка

### Координатори і Структури підтримки Угоди
Підписанти Угоди не завжди мають достатні можливості (організаційну структуру, кваліфікований персонал, грошові кошти, бази даних, статистику, методологію, інструменти та інші ресурси) для підготовки Базового кадастру викидів, розробки місцевої політики сталого енергетичного розвитку, складання проекту відповідного Плану дій зі сталого енергетичного розвитку, фінансування дій, передбачених вказаним планом, а також здійснення контролю за його результатами. З огляду на це, національні органи, райони, області, мережі, міста, а також фінансові донори відіграють надзвичайно важливу роль у наданні допомоги підписантам виконати свої зобов’язання.
Координатори Угоди – це державні органи влади різних рівнів влади (національні, регіональні, районні), які здійснюють стратегічне керівництво діяльністю підписантів, а також надають фінансово-технічну підтримку у розробці та реалізації їх Планів дій зі сталого енергетичного розвитку. Комісія виділяє "Територіальних Координаторів", якими виступають субнаціональні децентралізовані органи влади, включаючи райони, області, і "Національних Координаторів", до яких належать державні органи влади, такі як національні енергетичні агентства і міністерства, які займаються питаннями енергетичного розвитку на місцевому рівні.
Структури підтримки Угоди – це міжнародні, національні і регіональні мережі та асоціації місцевих органів влади, які ефективно використовують свою лобістську, комунікаційну діяльність та зв’язки для надання допомоги ініціативі Угоди мерів і підтримки зобов’язань її підписантів.

### Офіс Угоди мерів
Офіс Угоди мерів щодня надає підписантам та зацікавлених особам рекламну, технічну та адміністративну допомогу. Тоді як основний секретаріат знаходиться у Брюсселі (Бельгія), два додаткові офіси, розміщені у Львові (Україна) та Тбілісі (Грузія), допомагають місцевим органам влади зі Східних країн-партерів. 
Управління як секретаріатом у Брюсселі, так і офісами у Львові та Тбілісі здійснюється консорціумом мереж місцевих та регіональних органів влади, а також національними органами. Офіс Угоди мерів у Брюсселі відповідає за загальну координацію ініціативи.

### Інститути Європейського Союзу
Для підтримання розробки та реалізації Планів дій зі сталого енергетичного розвитку підписантів, Європейська комісія створила фінансові механізми, особливо для підписантів Угоди мерів, серед яких можна виділити ініціативу “Європейське сприяння місцевим проектам в області енергетики” (ELENA), створену у співпраці із Європейським інвестиційним банком для реалізації широкомасштабних проектів, та об’єднання ELENA-KfW, створене у партнерстві з німецькою групою KfW, яке пропонує додатковий підхід до мобілізації інвестицій у сфері енергоефективності малих і середніх міст Європи. В рамках об’єднання ELENA-East, запуск якого запланований у найближчому майбутньому, аналогічна допомога буде надаватися підписантам з України, Молдови, Грузії, Вірменії та Азербайджану.
Окрім допомоги Європейської комісії, Угода користується повною інституційною підтримкою таких структур як Комітету регіонів, який підтримує ініціативу з моменту утворення, Європейського парламенту, де проводилися щорічні збори підписантів Угоди та церемонії її підписання, а також Європейського інвестиційного банку, який допомагає місцевим органам влади розкрити свій інвестиційний потенціал.

### Спільний дослідницький центр
Спільний дослідницький центр Європейської комісії несе відповідальність за надання науково-технічної підтримки ініціативі. Він працює у тісній співпраці з Офісами Угоди мерів для надання підписантам чітких технічних вказівок і шаблонів з метою виконаннями ними зобов’язань, взятих згідно з Угодою мерів, а також здійснення контролю за реалізацією і результатами дій.

## Зовнішні посилання
1. Covenant of Mayors official Website
2. Directorate-General for Energy
3. Joint Research Centre
4. Energy Cities
5. Climate Alliance
6. Council of European Municipalities and Regions
7. Eurocities
8. Fedarene